# Accusativo preposizionale
Il fenomeno detto dell'accusativo preposizionale si verifica in diverse lingue del mondo quando - in determinate circostanze semantiche, sintattiche o pragmatiche - il complemento diretto (che in condizioni normali viene espresso o con il caso accusativo o con l'assenza di preposizioni) si presenta invece con le caratteristiche di un complemento indiretto, o con l'uso di preposizioni, o con l'uso di casi, come il dativo.
Costruzioni con l'accusativo preposizionale si hanno, ad esempio, in italiano con il verbo fare usato con valore di fattitivo: in queste costruzioni il soggetto della frase semplice diventa oggetto del verbo fare (ad esempio: la frase "la macchina va" diventa "ho fatto andare la macchina"). Ma se il verbo della frase semplice è transitivo con il complemento oggetto espresso, ci si troverebbe con due "oggetti diretti", e, in tal caso, il soggetto della frase retta da fare è introdotto dalla preposizione a. Per esempio: Piero ripara la macchina" diventa, al fattitivo, "ho fatto riparare la macchina a Piero.
Una lingua in cui l'accusativo preposizionale appare in modo regolare anche in frasi semplici è lo spagnolo, dove è normale introdurre il complemento oggetto con la preposizione a quando si tratti di una persona: veo a María "vedo Maria" (ma, per esempio, veo el sol "vedo il sole", senza la preposizione).  Una tendenza ad usi analoghi si ha anche in Italia, in alcuni dialetti e lingue meridionali, dove non sono rare costruzioni come Marco bacia a Lucio, invece di Marco bacia Lucio. 
Il sardo, il napoletano e molti idiomi meridionali prevedono l'accusativo preposizionale specialmente con oggetti riferiti a persone invece che a cose, influenzando per errore la resa in italiano, che viene spesso erroneamente interpretata come corretta, pur essendo non ammessa grammaticalmente ("chiama a Giulia", "guarda a Marco" - in questo caso viene erroneamente aggiunta la preposizione "a" come nell'idioma regionale, in modo simile a quanto succede in spagnolo). Questo errore non avviene invece con gli oggetti inanimati: "chiama il taxi", "guarda il sole" come, di nuovo, accade in spagnolo.
Costruzioni analoghe a quelle dello spagnolo si registrano, fuori dall'Europa, anche in alcune fasi dell'aramaico, dove si osserva una tendenza all'uso della preposizione l- (di valore, di norma, dativale) per introdurre un oggetto, quando questo sia rappresentato da una persona.
Per costruzioni preposizionali molto diverse, invece, si può considerare ad esempio il berbero di Jerba (Tunisia) o del Gebel Nefusa (in Libia), nonché in diversi dialetti arabi circostanti, in cui i verbi transitivi introducono l'oggetto con una preposizione significante "in", quando siano all'incompiuto (soprattutto concomitante). Quindi swigh lqahwa "ho bevuto un caffè", ma sessegh gi lqahwa "bevo un caffè" (lett. "sto bevendo in un caffè").